# Liste des titres musicaux numéro un en Autriche en 1974
Cette page liste les titres numéro un dans les meilleures ventes de disques en Autriche pour l'année 1974.

## Classement des singles
| №  | Date         | Artiste             | Titre                          |
| -- | ------------ | ------------------- | ------------------------------ |
| 1  | 15 janvier   | Lobo                | I'd Love You To Want Me        |
| 2  | 15 février   | Ike and Tina Turner | Nutbush City Limits            |
| 3  | 15 mars      | Albert West         | Tell Laura I Love Her          |
| 4  | 15 avril     | Terry Jacks         | Seasons in the Sun             |
| 5  | 15 mai       | Terry Jacks         | Seasons in the Sun             |
| 6  | 15 juin      | Terry Jacks         | Seasons in the Sun             |
| 7  | 15 juillet   | Albert West         | Sheila                         |
| 8  | 15 août      | The Rubettes        | Sugar Baby Love                |
| 9  | 15 septembre | The Rubettes        | Sugar Baby Love                |
| 10 | 15 octobre   | Gunter Gabriel (de) | Hey Boß, ich brauch' mehr Geld |
| 11 | 15 novembre  | Waterloo & Robinson | Hollywood                      |
| 12 | 15 décembre  | George McCrae       | Rock Your Baby                 |

## Classement des albums
| №  | Date         | Artiste             | Titre        |
| -- | ------------ | ------------------- | ------------ |
| 1  | 15 janvier   | The Beatles         | 1962–1966    |
| 2  | 15 février   | The Beatles         | 1962–1966    |
| 3  | 15 mars      | Deep Purple         | Burn         |
| 4  | 15 avril     | Deep Purple         | Burn         |
| 5  | 15 mai       | Deep Purple         | Burn         |
| 6  | 15 juin      | Nazareth            | Loud’n’Proud |
| 7  | 15 juillet   | Nazareth            | Rampant      |
| 8  | 15 août      | Nazareth            | Rampant      |
| 9  | 15 septembre | Nazareth            | Rampant      |
| 10 | 15 octobre   | Waterloo & Robinson | Sing My Song |
| 11 | 15 novembre  | Waterloo & Robinson | Sing My Song |
| 12 | 15 décembre  | Waterloo & Robinson | Sing My Song |